# 中国民主建国会

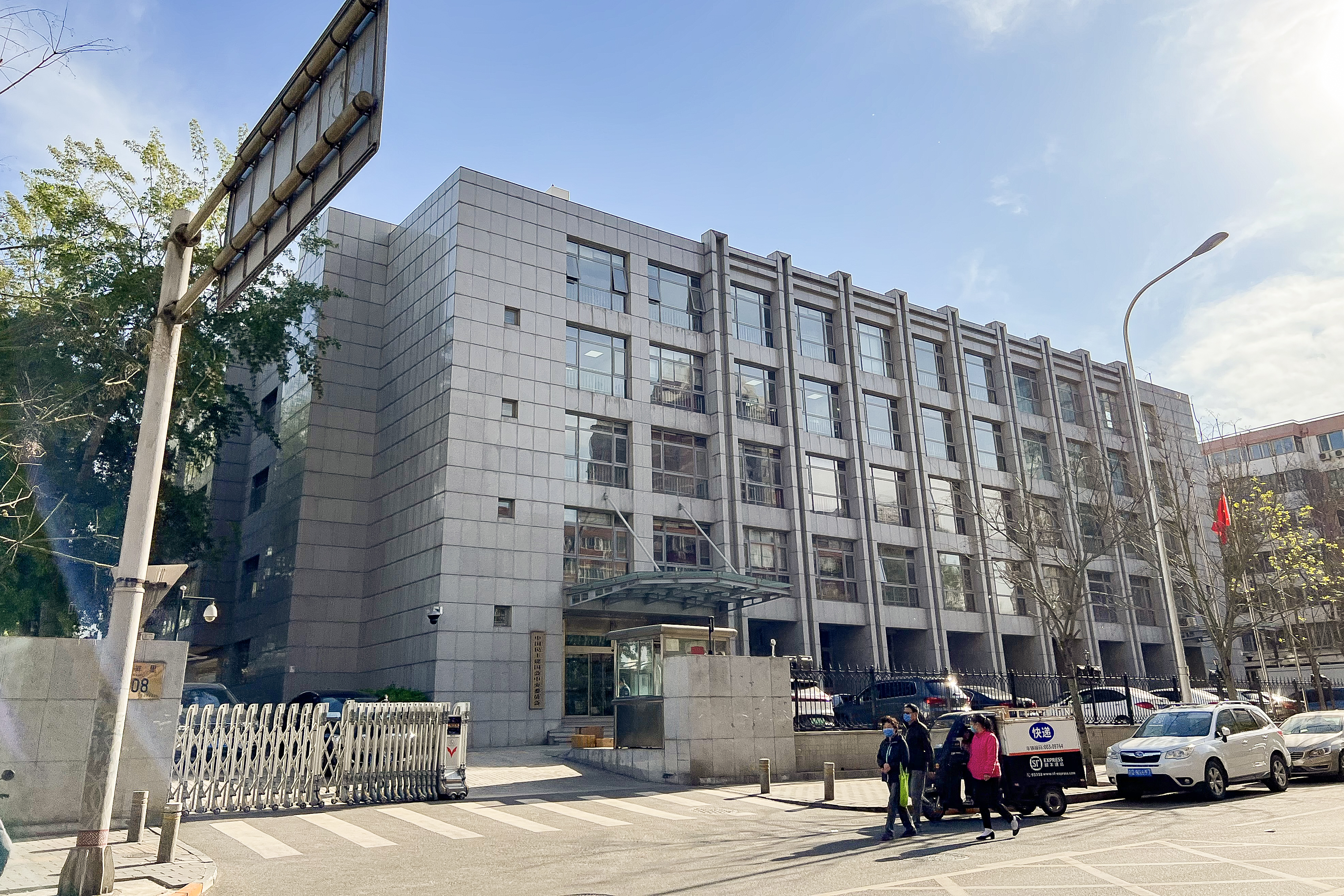
民建中央所在地

中国民主建国会，简称民建，是中华人民共和国排名第三的民主党派，该党是现时中国全国人大常委会第九大党，会员总人数在民主党派中排第二，在全国政党中排第三。
民建创立于1945年12月16日，原名民主建国会，经1952年7月第二次总会扩大会议决议，改称中国民主建国会，是主要由經濟界人士組成的、具有政治聯盟特點的政黨，是接受中國共産黨領導，與中國共産黨通力合作的中國特色社會主義參政黨。中国共产党对民建进行政治领导。中国大陆的八大民主党派均将“接受中共的领导”写进了党章。中国共产党对他们进行“政治领导” ，即要求其在政治原则、政治方向上必須与中共一致。
民建早期盟员多来自文化教育界高级人士和民族工商业者。目前，其党员主要来自大中城市的工商企业家和经济界的中高层人士。荣毅仁是唯一一位来自该党的中华人民共和国副主席，其也是继宋庆龄后第二位担任该职位的民主党派人士。

## 历史
抗日战争结束后，国共两党达成“双十协定”。当时，以黄炎培为首的“中華職業教育社”和以胡厥文为代表的“迁川工厂联合会”，还有一些其他的文化教育界高级人士和民族工商业者，筹划建立代表他们利益的政治性组织。于是，1945年12月16日，中国民主建国会在重庆白象街西南实业大厦内宣告成立；其基本政治纲领的核心是民主和建设。会议还推举胡厥文、章乃器、黄炎培等人为理事。
1949年9月，民建代表黄炎培、章乃器、胡厥文、施复亮、孙起孟等参加全国政协第一届会议；其中，黄炎培被任命为政务院的四位副总理之一。
现在，除西藏外，民建在中国的其他30个省、自治区、直辖市都建有地方组织。设在北京的民建中央机关，分设办公厅、组织部、宣传部、调查研究部、联络部、为两个文明建设服务部等6个职能部室；同时主办《民讯》和经济理论杂志《经济界》，并下辖“民主与建设出版社”。

## 現任地方政府任職
- 贾晓东，1961年5月生，吉林长春人，现任吉林省人大常委会副主任
- 杨培君，1961年10月出，陕西横山人，现任第十四届全国政协常委，宁夏回族自治区人大常委会副主任
- 洪慧民，1962年12月生，福建南安人，现任江蘇省政協副主席
- 謝商華，1963年7月生，四川成都人，现任四川省政協副主席
- 沈金強，1963年10月生，江蘇南京人，现任重慶市人大常委會副主任
- 孙东生，1964年6月生，黑龙江克东人，现任第十四届全国政协常委、副秘书长（兼），黑龙江省红十字会会长
- 李文海，1967年12月生，现任天津市人民政府副市长，中国（天津）自由贸易试验区管理委员会主任
- 張文彤，1968年9月生，河北藁城人，现任湖北省人民政府副省长
- 司馬紅，1969年1月生，江蘇南京人，现任北京市人民政府副市长
- 方傳龍，1969年1月生，黑龍江依蘭人，现任黑龙江省人大常委会副主任
- 蒋丽英，1970年4月生，四川仁寿人，现任四川省民政厅厅长
- 郭学军，1970年9月生，福建莆田人，现任福建省民政廳厅长
- 解冬，1971年2月生，上海人，现任上海市人民政府副市长
- 葛建團，1971年5月，陝西興平人，现任第十四届全国政协常委，甘肃省人民政府副省长，省生态环境厅厅长，省核安全局局长

## 历任负责人、领袖
| 任次                             | 姓名                             | 就任日期                         | 卸任日期                         | 政党                             |
| 中国民主建国会中央委员会主任委员 | 中国民主建国会中央委员会主任委员 | 中国民主建国会中央委员会主任委员 | 中国民主建国会中央委员会主任委员 | 中国民主建国会中央委员会主任委员 |
| -------------------------------- | -------------------------------- | -------------------------------- | -------------------------------- | -------------------------------- |
| 1                                | 黄炎培                           | 1945年12月16日                   | 1965年12月21日                   | 中华职业教育社、民主建国会       |
| 2 (代理)                         | 李烛尘                           | 1965年12月21日                   | 1968年10月7日                    | 民主建国会                       |
| 3                                | 胡厥文                           | 1979年10月23日                   | 1983年11月19日                   | 民主建国会                       |
| 中国民主建国会中央委员会主席     |                                  |                                  |                                  |                                  |
| 3                                | 胡厥文                           | 1983年11月19日                   | 1988年6月28日                    | 民主建国会                       |
| 4                                | 孙起孟                           | 1987年12月                       | 1996年12月                       | 民主建国会                       |
| 5                                | 成思危                           | 1996年12月                       | 2007年12月                       | 民主建国会                       |
| 6                                | 陈昌智                           | 2007年12月14日                   | 2017年12月20日                   | 民主建国会                       |
| 7                                | 郝明金                           | 2017年12月20日                   | 现任                             | 民主建国会                       |

## 国家领导人选举

### 国家主席
| 年份   | 参选人 | 主席团提名 | 赞成票 | 反对票 | 弃权 | 当选 |
| ------ | ------ | ---------- | ------ | ------ | ---- | ---- |
| 2008年 | 张树斌 |            |        |        |      |      |

2008年1月27日，中国民主建国会成员张树斌正式向第十一届全国人大第一次会议主席团提交申请，依《宪法》竞选国家主席（虚位元首）。但据信未得到主席团的正式提名。

### 国家副主席
| 年份   | 参选人 | 主席团提名 | 赞成票 | 反对票 | 弃权 | 当选 |
| ------ | ------ | ---------- | ------ | ------ | ---- | ---- |
| 1993年 | 荣毅仁 |            | ?      | ?      | ?    |      |